# HD 153791
HD 153791，又名CD-4611191，SAO 227588、HR 6323，是一颗恒星，视星等为6.06，位于銀經340.33，銀緯-3.45，其B1900.0坐标为赤經16h 56m 15.4s，赤緯-47° -3.45′ 59″。